# Pan Andersen opowiada
Pan Andersen opowiada (duń. Der var engang..., ang. The FairyTaler, niem. WunderZunderFunkelZauber, 2002–2004) – duńsko-brytyjsko-niemiecki serial animowany stworzony na podstawie baśni Hansa Christiana Andersena z okazji jego 200. rocznicy urodzin.

## Wersja polska
Serial ten był dawniej emitowany w Polsce na kanale TVP1 w latach 2003–2005, obecnie można oglądać na płytach DVD i Video CD. Od 30 sierpnia 2010 roku serial jest nadawany w TV Puls w paśmie „Junior TV”. Od 19 lipca 2012 roku serial jest nadawany w TV Puls 2.
Wersja polska: Telewizja Polska Agencja Filmowa
Reżyseria: Dorota Kawęcka
Dialogi: Dorota Dziadkiewicz-Brewińska
Tłumaczenie:
- Veronica Di Folco-Zembaczyńska (odc. 1-2, 11-14, 16, 18-19, 22, 24, 26),
- Michał Kryński (odc. 3-10, 15, 17, 20-21, 23, 25)

Dźwięk: Wiesław Jurgała
Montaż: Danuta Rajewska
Kierownik produkcji:
- Krystyna Dynarowska (odc. 1-2, 11-14, 16, 18-19, 24, 26),
- Monika Wojtysiak (odc. 3-10, 15, 17, 20-21, 23, 25)

Udział wzięli:
- Grzegorz Wons – Hans Christian Andersen
- Mikołaj Müller – cesarz (odc. 1)
- Mieczysław Morański –
  - monsieur Flim (odc. 1),
  - goblin z pudełka (odc. 2),
  - malarz (odc. 5),
  - bałwan (odc. 6a),
  - kolega żuczka #1 (odc. 7),
  - akrobata (odc. 8),
  - biały kogut (odc. 17a),
  - nadworny księgarczyk (odc. 22),
  - minister (odc. 23)
- Tomasz Bednarek –
  - monsieur Flam (odc. 1),
  - kijek Ed (odc. 3a),
  - jeden z bogatych przyjaciół Svena (odc. 5),
  - Karl (odc. 12a),
  - menadżer hotelu (odc. 19),
  - jaskółka #1 (odc. 20),
  - wierzchowiec Królowej Śniegu #2 (odc. 20),
  - arystokrata odrzucony przez księżniczkę Hazel (odc. 23)
- Stanisław Brudny –
  - cesarski krawiec (odc. 1),
  - stare krzesiwo z bajki Svena (odc. 5),
  - stary bogacz (odc. 8),
  - rybak (odc. 22)
- Krystyna Kozanecka –
  - Sophie (odc. 1),
  - mieszczanka #1 (odc. 1),
  - Lilly (odc. 2),
  - córa powietrza (odc. 14),
  - matka dzieci z wioski (odc. 16)
- Ryszard Nawrocki –
  - pierwszy minister (odc. 1),
  - rybak (odc. 2),
  - stara lampa (odc. 3b),
  - biskup udzielający ślubu (odc. 4),
  - sługa króla elfów (odc. 6),
  - kowal (odc. 7),
  - królewski lokaj (odc. 12),
  - pan Larsen (odc. 13a),
  - bocian (odc. 16),
  - cesarz Chin (odc. 22),
  - król (odc. 23),
  - kapitan (odc. 25),
  - oberżysta (odc. 26)
- Jarosław Boberek  –
  - urzędnik #1 (odc. 1),
  - jaskółka Stevenson (odc. 3a),
  - głowa śledzia (odc. 3b),
  - sklepikarz (odc. 5),
  - pasikonik (odc. 6b),
  - kolega żuczka #2 (odc. 7),
  - strażnik (odc. 9),
  - bęben (odc. 10),
  - pchła (odc. 11),
  - zając (odc. 16),
  - kot Tom (odc. 18),
  - nadworny manikiurzysta (odc. 22),
  - lord (odc. 25)
- Leszek Zduń –
  - urzędnik #2 (odc. 1),
  - chłopak #1 (odc. 2),
  - najstarszy książę (odc. 4),
  - Sven (odc. 5),
  - królewski herold (odc. 6b),
  - Piotr (odc. 10),
  - marionetka Tim (odc. 12a),
  - książę (odc. 12b),
  - król kwiatów (odc. 24)
- Wojciech Machnicki –
  - gazeciarz (odc. 1),
  - urzędnik #3 (odc. 1),
  - mieszczanin #1 (odc. 1),
  - jeden z ołowianych żołnierzy (odc. 2),
  - arcybiskup (odc. 4),
  - kupiec (odc. 5),
  - wezyr (odc. 5),
  - świeca z bajki Svena (odc. 5),
  - jeden z bogatych przyjaciół Svena (odc. 5),
  - mieszkańcy sułtanatu (odc. 5),
  - chrząszcz (odc. 6b),
  - cesarz (odc. 7)
  - właściciel owcy (odc. 8),
  - właściciel rzepy (odc. 8),
  - rudy wiking (odc. 9),
  - burmistrz (odc. 10),
  - kapitan oddziału (odc. 10),
  - żołnierz wrogiego oddziału #2 (odc. 10),
  - jeden z mieszkańców dowiedziawszy się o pożarze (odc. 10),
  - widz na koncercie Piotra (odc. 10),
  - pilot balonowy (odc. 11),
  - jeden z widzów pchlego teatru w rezydencji (odc. 11),
  - sprzedawca owoców (odc. 13a),
  - wiejska mysz #1 (odc. 13b),
  - marynarz #2 (odc. 14),
  - mieszkańcy zamorskiego królestwa (odc. 14),
  - wiatr (odc. 16),
  - drwal #2 (odc. 16),
  - szczur #2 (odc. 16),
  - gołąb #2 (odc. 17a),
  - krowy (odc. 17a),
  - nietoperz #1 (odc. 17a),
  - potwór z parasola koszmarów (odc. 17b),
  - indyk (odc. 17b),
  - świstun #1 (odc. 18),
  - gąsior #2 (odc. 18),
  - magiczny pies #3 (odc. 19),
  - bogaty znajomy żołnierza #2 (odc. 19),
  - kat (odc. 19),
  - jeden z domagających się ostatniego życzenia dla żołnierza (odc. 19),
  - wierzchowiec Królowej Śniegu #1 (odc. 20),
  - chiński krawiec (odc. 20),
  - mieszkańcy arabskiego kraju (odc. 20),
  - arabski cesarz (odc. 20),
  - ostrzegający mężczyzna (odc. 20),
  - rozbójnik #1 (odc. 21),
  - japoński poeta (odc. 22),
  - kucharz (odc. 22),
  - wieśniak chwalący się czytaniem i pisaniem (odc. 23),
  - pretendenci o rękę księżniczki Hazel (odc. 23),
  - ryba #2 (odc. 24),
  - szklarz (odc. 25),
  - klient sklepu z winami (odc. 25),
  - sternik (odc. 25),
  - marynarz (odc. 25),
  - butelka od szampana czekająca na wypełnienie #3 (odc. 25),
  - ojciec Jana (odc. 26),
  - wierzyciel #2 (odc. 26),
  - dworzanie (odc. 26)
- Katarzyna Tatarak –
  - dwórka (odc. 1),
  - Erik (odc. 3a),
  - ważka (odc. 6b),
  - biedronka #1 (odc. 7),
  - ropucha (odc. 7),
  - owca (odc. 8),
  - chłopiec (odc. 8),
  - chłopiec z wioski (odc. 16),
  - mysz #1 (odc. 16),
  - chłopiec, którego odwiedził Ole Zmruż-oczko (odc. 17b),
  - Kaj (odc. 20-21),
  - Peter (odc. 25),
  - księżniczka (odc. 26),
  - marionetka przedstawiająca księżniczkę (odc. 26),
  - dziecko przed teatrem marionetek #3 (odc. 26)
- Beata Jankowska-Tzimas –
  - mieszczanka #2 (odc. 1),
  - przyjaciel małego Nicka #2 (odc. 3a),
  - najstarszy książę (odc. 4),
  - jedna z bogatych przyjaciółek Svena (odc. 5),
  - kochanka (odc. 6a),
  - wiewiórka (odc. 6b),
  - córka szczypawki #2 (odc. 7),
  - mucha (odc. 7),
  - stajenny #2 (odc. 7),
  - bocian (odc. 8),
  - mały Lars (odc. 10),
  - kobieta ciesząca z zakończenia wojny #2 (odc. 10),
  - plotkara #1 (odc. 10),
  - księżniczka ostatniej nienazwanej wyspy na świecie (odc. 11),
  - jedna z widzek oglądających start balonu (odc. 11),
  - kwiat Idy #2 (odc. 12a),
  - kwiat z letniego zamku królewskiego #2 (odc. 12a),
  - odrzucona księżniczka #1 (odc. 12b),
  - wiwatujące dworzanki (odc. 12b),
  - kobieta otrzymująca plotkę od arystokratki (odc. 13a),
  - mysia księżniczka #2 (odc. 13b),
  - rudowłosa siostra syrenki (odc. 14),
  - mieszkańcy zamorskiego królestwa (odc. 14),
  - dama dworu skazana na wygnanie (odc. 15),
  - schlebiająca dama dworu #3 (odc. 15),
  - jaskółka #2 (odc. 16),
  - młode choinki (odc. 16),
  - wróbel #1 (odc. 16),
  - mysz #2 (odc. 16),
  - jedna z kur (odc. 17a),
  - biała kura #2 (odc. 17a),
  - nietoperz #2 (odc. 17a),
  - plotkująca świnia (odc. 17a),
  - plotkująca krowa #1 (odc. 17a),
  - litery w zeszycie do kaligrafii (odc. 17b),
  - wenecka księżniczka #3 (odc. 17b),
  - siostra Brzydkiego kaczątka (odc. 18),
  - kaczka wyrażająca złe zdanie o Brzydkim kaczątku (odc. 18),
  - farmerka (odc. 18),
  - jedna z domagających się ostatniego życzenia dla żołnierza (odc. 19),
  - mieszkańcy arabskiego kraju (odc. 20),
  - róże (odc. 20),
  - mała rozbójniczka (odc. 21),
  - wnuczka rybaka (odc. 22),
  - dziecko w cesarskim ogrodzie #2 (odc. 22),
  - damy dworu (odc. 22),
  - wiwatujący ludzie (odc. 23),
  - dziecko przed teatrem marionetek #1 (odc. 26),
  - dworzanie (odc. 26)
- Dariusz Błażejewski –
  - mieszczanin #2 (odc. 1),
  - jeden z ołowianych żołnierzy (odc. 2),
  - sułtański strażnik (odc. 5),
  - nóż z bajki Svena (odc. 5),
  - ropuch (odc. 6b),
  - krowa (odc. 8),
  - właściciel snopka słomy (odc. 8),
  - wódz wikingów (odc. 9)
  - wiking biorący studenta za wojownika Olafa (odc. 9),
  - żołnierz wrogiego oddziału #1 (odc. 10),
  - jeden z mieszkańców dowiedziawszy się o pożarze (odc. 10),
  - widz na koncercie Piotra (odc. 11),
  - jeden z widzów oglądających start balonu (odc. 11),
  - jeden z widzów pchlego teatru (odc. 11),
  - wiwatujący dworzanie (odc. 12b),
  - malarz (odc. 12b),
  - wiejska mysz #2 (odc. 13b),
  - marynarz #1 (odc. 14),
  - król zamorskiego królestwa (odc. 14),
  - mieszkańcy zamorskiego królestwa (odc. 14),
  - kanclerz (odc. 15),
  - drwal #1 (odc. 16),
  - kogut (odc. 17a),
  - nietoperz #3 (odc. 17a),
  - marynarz (odc. 17b),
  - umarły (odc. 17b),
  - kogut (odc. 18),
  - gąsior #1 (odc. 18),
  - magiczny pies #2 (odc. 19),
  - dociekliwy mężczyzna (odc. 19),
  - bogaty znajomy żołnierza #1 (odc. 19),
  - jeden z domagających się ostatniego życzenia dla żołnierza (odc. 19),
  - mieszkańcy arabskiego kraju (odc. 20),
  - grubas (odc. 18),
  - rozbójnik #2 (odc. 21),
  - wieśniak chwalący się żonglowaniem szczurów (odc. 23),
  - pretendenci o rękę księżniczki Hazel (odc. 23),
  - żołnierz wydający numerki (odc. 23),
  - królewscy strażnicy (odc. 23),
  - ropuch (odc. 24),
  - ryba #1 (odc. 24),
  - kaszląca butelka (odc. 25),
  - butelka od szampana #1 (odc. 25),
  - brazylijski uczony (odc. 25),
  - właściciel teatru marionetek (odc. 26)
- Michał Bukowski –
  - ołowiany żołnierz Harley (odc. 2),
  - poeta (odc. 9),
  - książę (odc. 14),
  - świniopas / książę (odc. 15)
- Jolanta Wilk –
  - papierowa tancerka (odc. 2),
  - przyjaciel małego Nicka #1 (odc. 3a),
  - plotkara #2 (odc. 13a),
  - mysia księżniczka #1 (odc. 13b),
  - matka choinki (odc. 16),
  - kura Emma (odc. 17a)
- Anna Apostolakis –
  - Toby (odc. 2),
  - mały Nick (odc. 3a),
  - najmłodszy książę (odc. 4),
  - mały Sven (odc. 5),
  - stajenny #1 (odc. 7),
  - Eryk (odc. 7),
  - królowa-matka mórz (odc. 14),
  - mały Piotr (odc. 10),
  - panicz (odc. 13a),
  - mysia królowa-matka (odc. 13b),
  - kura Lucy (odc. 17a),
  - Ole Zmruż-oczko (odc. 17b)
  - stara kaczka (odc. 18),
  - szewczyk (odc. 19),
  - kolega Kaja #1 (odc. 20),
  - kruczyca Marjorie Rosa (odc. 21),
  - dziecko przed teatrem marionetek #4 (odc. 26)
- Jacek Kopczyński –
  - ołowiany żołnierz Stanley (odc. 2),
  - dorosłe Brzydkie Kaczątko / łabędź (odc. 18),
  - Jan (odc. 26)
- Janusz Bukowski –
  - dowódca ołowianych żołnierzy (odc. 2),
  - bączek Charlie (odc. 3a),
  - staruszek Johan (odc. 8),
  - mysi król (odc. 13b),
  - ojciec choinki (odc. 16),
  - król (odc. 26)
- Joanna Jędryka –
  - guwernantka (odc. 2),
  - czarownica (odc. 4),
  - stara wróżka (odc. 9),
  - żona dobosza (odc. 10),
  - królowa mrówek (odc. 13b),
  - słońce (odc. 16),
  - koleżanka sowy (odc. 17a),
  - kura Kwoka (odc. 18),
  - wiedźma (odc. 19),
  - babcia Kaja (odc. 20-21),
  - domokrążczyni (odc. 24),
  - stara Elza (odc. 25),
  - starowinka (odc. 26)
- Łukasz Lewandowski –
  - chłopak #1 (odc. 2),
  - Lars (odc. 10),
  - Głupi Jasio (odc. 23),
  - jaskółka (odc. 24)
- Jacek Bończyk –
  - szczur (odc. 2),
  - król #2 (odc. 4),
  - kochanek (odc. 6a),
  - pchła (odc. 6b),
  - Stieg (odc. 10),
  - profesor (odc. 11),
  - elf (odc. 13b),
  - chłopak (odc. 16),
  - marszałek dworu (odc. 22),
  - Tom Landgren (odc. 23),
  - chrząszcz (odc. 24),
  - rozbita butelka (odc. 25),
  - towarzysz podróży (odc. 26)
- Alina Więckiewicz –
  - szczurzyca (odc. 2),
  - drewniana łyżka z bajki Svena (odc. 5),
  - służąca z bajki Svena (odc. 5),
  - pajęczyca (odc. 6b),
  - kobieta ciesząca z zakończenia wojny #1 (odc. 10),
  - plotkara #2 (odc. 10),
  - widz na koncercie Piotra (odc. 11),
  - jedna z widzek oglądających start balonu (odc. 11),
  - jedna z widzek pchlego teatru (odc. 11),
  - kwiat Idy #3 (odc. 12a),
  - kwiat z letniego zamku królewskiego #3 (odc. 12a),
  - kuchenna mysz (odc. 13b),
  - driada (odc. 13b),
  - blondowłosa siostra syrenki (odc. 14),
  - schlebiająca dama dworu #2 (odc. 15),
  - niezdarna dama dworu (odc. 15),
  - brat Brzydkiego kaczątka #1 (odc. 18),
  - obgadująca kaczka (odc. 18),
  - krowa (odc. 18),
  - łabędź z jeziora #2 (odc. 18),
  - jedno z dzieci nad jeziorem (odc. 18),
  - dociekliwa kobieta (odc. 19),
  - jaskółka #2 (odc. 20)
  - kolega Kaja #2 (odc. 20),
  - przywódczyni rozbójników (odc. 21),
  - Finka (odc. 21),
  - pani chrząszcz #2 (odc. 24),
  - jeden z poddanych króla elfów (odc. 24),
  - butelka od szampana #3 (odc. 25)
  - butelka od szampana czekająca na wypełnienie #1 (odc. 25),
  - nowa butelka od szampana #2 (odc. 25)
- Elżbieta Gaertner –
  - sprzedawczyni ryb (odc. 2),
  - żona stróża (odc. 3b),
  - biedronka #2 (odc. 7),
  - właścicielka gęsi (odc. 8),
  - babka mysiej księżniczki #2 (odc. 13b),
  - sowa (odc. 17a),
  - czarownica (odc. 20),
  - matka Calineczki (odc. 24),
  - matka Elzy (odc. 25)
- Iwona Rulewicz –
  - kucharka (odc. 2),
  - panna świetlik (odc. 3b),
  - wróżka (odc. 4),
  - sułtanka (odc. 5),
  - talerze z bajki Svena (odc. 5),
  - jedna z bogatych przyjaciółek Svena (odc. 5),
  - mieszkańcy sułtanatu (odc. 5),
  - suka (odc. 6a),
  - żona myszy (odc. 6b),
  - matka Eryka (odc. 7),
  - córka akrobaty (odc. 8),
  - jedna z kur (odc. 8),
  - pielęgniarka (odc. 9),
  - Szarlotta (odc. 10),
  - dziewczynka (odc. 11),
  - jedna z widzek oglądających start balonu (odc. 11),
  - jedna z widzek pchlego teatru w rezydencji (odc. 11),
  - kwiat Idy #1 (odc. 12a),
  - kwiat z letniego zamku królewskiego #1 (odc. 12a),
  - odrzucona księżniczka #2 (odc. 12b),
  - księżniczka (odc. 13a),
  - pokojówka (odc. 13a),
  - mysia księżniczka #3 (odc. 13b),
  - czerwonowłosa siostra syrenki (odc. 14),
  - mieszkańcy zamorskiego królestwa (odc. 14),
  - schlebiająca dama dworu #1 (odc. 15),
  - jaskółka #1 (odc. 16),
  - młode choinki (odc. 16),
  - wróbel #2 (odc. 16),
  - kogut (odc. 17a),
  - pisklęta sów (odc. 17a),
  - gołąb #1 (odc. 17a),
  - świnie (odc. 17a),
  - kotka (odc. 17a),
  - gęś #2 (odc. 17a),
  - gruba mysz (odc. 17a),
  - litery w zeszycie do kaligrafii (odc. 17b),
  - wenecka księżniczka #1 (odc. 17b),
  - matka kaczka (odc. 18),
  - brat Brzydkiego kaczątka #1 (odc. 18),
  - kaczki z jeziora (odc. 18),
  - dziewczyna nad jeziorem (odc. 18),
  - księżniczka (odc. 19),
  - chińska dama (odc. 20),
  - mieszkańcy arabskiego kraju (odc. 20),
  - księżniczka (odc. 21),
  - róże (odc. 20),
  - pani chrząszcz #1 (odc. 24),
  - jedna z poddanych króla elfów (odc. 24),
  - butelka od mleka (odc. 25),
  - butelka od szampana #2 (odc. 25),
  - nowa butelka od szampana #1 (odc. 25),
  - dziecko przed teatrem marionetek #2 (odc. 26)
- Mirosława Krajewska –
  - piłka Martina (odc. 3a),
  - szczypawka (odc. 7),
  - królowa (odc. 12b),
  - kotka (odc. 18),
  - Laponka (odc. 21)
- Stefan Knothe –
  - Nick (odc. 3a),
  - król elfów (odc. 6b),
  - młody bogacz (odc. 8),
  - nauczyciel (odc. 10),
  - arystokrata (odc. 13a),
  - sługa księcia (odc. 15),
  - ojciec dzieci z wioski (odc. 16),
  - naukowiec z obrazu (odc. 17b),
  - kret (odc. 24)
- Joanna Węgrzynowska –
  - lalka Elza (odc. 3a),
  - mała siostra Nicka (odc. 3a),
  - wiatr (odc. 3b),
  - biedronka (odc. 6a),
  - Ida (odc. 12a),
  - brązowowłosa siostra syrenki (odc. 14),
  - córa powietrza #2 (odc. 14),
  - kura Gertie (odc. 17a),
  - biała kura #1 (odc. 17a),
  - mysz (odc. 17a),
  - gęś #1 (odc. 17a),
  - słuchaczka grubej myszy (odc. 17a),
  - plotkująca krowa #2 (odc. 17a),
  - wenecka księżniczka #2 (odc. 17b),
  - Gerda (odc. 20-21),
  - Elza (odc. 25)
- Leopold Matuszczak –
  - stróż (odc. 3b),
  - Henryk (odc. 25),
  - właściciel sklepu z winami (odc. 25)
- Andrzej Bogusz –
  - kawałek drewna pokładowego (odc. 3b),
  - kocioł z bajki Svena (odc. 5)
- Wojciech Paszkowski –
  - poeta / młody Hans Christian Andersen (odc. 3b),
  - pies (odc. 6a),
  - gąsienica (odc. 7),
  - sierżant policji (odc. 9),
  - król goblinów (odc. 20-21),
  - renifer (odc. 21),
  - Jonathan (odc. 25)
- Magdalena Wójcik –
  - księżniczka Eliza (odc. 4),
  - księżniczka (odc. 12b),
  - cesarska księżniczka (odc. 15)
- Teresa Lipowska – 
  - wróżka pod postacią staruszki (odc. 4),
  - matka żuczka (odc. 7),
  - staruszka Gerda (odc. 8),
  - morska czarownica (odc. 14),
  - stara pani (odc. 18),
  - królowa (odc. 19),
  - babcia Gerdy (odc. 20-21)
- Włodzimierz Bednarski –
  - kanclerz (odc. 3b),
  - król #1 (odc. 4),
  - sułtan (odc. 5),
  - radca (odc. 12a),
  - król (odc. 12b),
  - kapitan książęcego statku (odc. 14),
  - cesarz (odc. 15),
  - król (odc. 19),
  - śmierć (odc. 22),
  - dziedzic Landgren (odc. 23)
- Agnieszka Kunikowska –
  - księżniczka (odc. 5),
  - panna piecyk (odc. 6a),
  - biedronka #3 (odc. 7),
  - mały Stieg (odc. 10),
  - żona profesora (odc. 11),
  - księżniczka zamorskiego królestwa (odc. 14),
  - choinka (odc. 16),
  - matka chłopca (odc. 17b),
  - Brzydkie kaczątko (odc. 18),
  - Królowa Śniegu (odc. 20-21),
  - polna mysz (odc. 24),
  - matka Petera (odc. 25)
- Jan Kulczycki –
  - notariusz Svena (odc. 5),
  - ropuch (odc. 7),
  - właściciel krowy (odc. 8),
  - porucznik (odc. 9),
  - dobosz (odc. 10),
  - Jan Landgren (odc. 23),
  - Karol (odc. 25),
  - butla od nalewki (odc. 25)
- Rafał Walentowicz –
  - kelner (odc. 5),
  - wiązka zapałek z bajki Svena (odc. 5),
  - janczar (odc. 5),
  - mysz (odc. 6b),
  - bywalec na jarmarku (odc. 8),
  - student (odc. 9),
  - pies kapitana (odc. 10),
  - żołnierz wrogiego oddziału #2 (odc. 10),
  - mężczyzna chroniący się w namiocie przed deszczem (odc. 11),
  - jeden z widzów pchlego teatru (odc. 11),
  - ksiądz (odc. 14),
  - szczur #1 (odc. 16),
  - kot (odc. 17a),
  - plotkujący prosiak (odc. 17a),
  - bocian (odc. 17b),
  - brat Ole Zmruż-Oczko (odc. 17b),
  - świstun #2 (odc. 18),
  - myśliwy (odc. 18),
  - łabędź z jeziora #1 (odc. 18),
  - magiczny pies #1 (odc. 19),
  - bogaty znajomy żołnierza #3 (odc. 19),
  - wściekający się mężczyzna (odc. 20),
  - narzeczony księżniczki (odc. 21),
  - rozbójnik #3 (odc. 21),
  - sługa japońskiego poety (odc. 22),
  - pomocnicy kucharza (odc. 22),
  - nadworny zegarmistrz (odc. 22),
  - pretendenci o rękę księżniczki Hazel (odc. 23),
  - królewscy strażnicy (odc. 23),
  - ryba #3 (odc. 24),
  - jeden z poddanych króla elfów (odc. 24),
  - butelka od piwa (odc. 25),
  - brazylijska butla (odc. 25),
  - herold (odc. 26),
  - wierzyciel #1 (odc. 26),
  - butelka od szampana czekająca na wypełnienie #2 (odc. 25)
- Magdalena Gruziel –
  - księżniczka elfów (odc. 6b),
  - koleżanka żuczka (odc. 7),
  - córka szczypawki #1 (odc. 7),
  - młoda wróżka (odc. 9),
  - lalka Zosia (odc. 12a),
  - mała syrenka (odc. 14),
  - dziewczynka z wioski (odc. 16),
  - mysz #2 (odc. 16),
  - słowik (odc. 22),
  - dziecko w cesarskim ogrodzie #1 (odc. 22),
  - Calineczka / królowa Maja (odc. 24)
- Paweł Szczesny –
  - skoczek (odc. 6b),
  - Lars (odc. 8),
  - król ostatniej nienazwanej wyspy na świecie (odc. 11),
  - mąż sowy (odc. 17a),
  - butla z modelem statku w środku (odc. 25),
  - troll (odc. 26)
- Krzysztof Strużycki –
  - żuczek (odc. 7),
  - wiking goszczący studenta (odc. 9),
  - kruk Russell (odc. 21)
- Dorota Kawęcka – dziewczynka (odc. 7)
- Antonina Girycz –
  - arystokratka (odc. 13a),
  - sowa (odc. 13b),
  - ropucha (odc. 24)
- Tomasz Steciuk – żołnierz (odc. 19)

Lektor: Krzysztof Mielańczuk

## Spis odcinków
| N/o            | Polski tytuł                  | Angielski tytuł                |
| -------------- | ----------------------------- | ------------------------------ |
|                |                               |                                |
| Seria pierwsza |                               |                                |
|                |                               |                                |
| 01             | Nowe szaty cesarza            | The Emperor's New Clothes      |
|                |                               |                                |
| 02             | Dzielny ołowiany żołnierzyk   | The Hardy Tin Soldier          |
|                |                               |                                |
| 03             | Zakochani                     | The Lovers                     |
| 03             | Stara latarnia                | The Old Street Lamp            |
|                |                               |                                |
| 04             | Dzikie łabędzie               | The Wild Swans                 |
|                |                               |                                |
| 05             | Latający kufer                | The Flying Trunk               |
|                |                               |                                |
| 06             | Bałwan                        | The Snowman                    |
| 06             | Skoczkowie                    | The Jumper                     |
|                |                               |                                |
| 07             | Żuczek                        | The Beetle                     |
|                |                               |                                |
| 08             | Staruszek i staruszka         | What The Old Man Does Is Right |
|                |                               |                                |
| 09             | Kalosze szczęścia             | The Galoshes of Fortune        |
|                |                               |                                |
| 10             | Złoty skarb                   | The Golden Treasure            |
|                |                               |                                |
| 11             | Pchła i profesor              | The Flea and the Professor     |
|                |                               |                                |
| 12             | Księżniczka na ziarnku grochu | The Princess and the Pea       |
| 12             | Kwiaty małej Idy              | Little Ida's Flowers           |
|                |                               |                                |
| 13             | Ogrodnik i jego chlebodawcy   | The Gardener and the Family    |
| 13             | Zupa z kołka od kiełbasy      | Soup On A Sausage Peg          |
|                |                               |                                |
| 14             | Mała syrenka                  | The Little Mermaid             |
|                |                               |                                |
| 15             | Świniopas                     | The Swineherd                  |
|                |                               |                                |
| 16             | Choinka                       | The Fir Tree                   |
|                |                               |                                |
| 17             | Pewna wiadomość               | It's Quite True                |
| 17             | Ole Zmruż-oczko               | Ollie Shuteye                  |
|                |                               |                                |
| 18             | Brzydkie kaczątko             | The Ugly Duckling              |
|                |                               |                                |
| 19             | Krzesiwo                      | The Tinderbox                  |
|                |                               |                                |
| 20             | Królowa Śniegu cz.1           | The Snow Queen Part 1          |
|                |                               |                                |
| 21             | Królowa Śniegu cz.2           | The Snow Queen Part 2          |
|                |                               |                                |
| 22             | Słowik                        | The Nightingale                |
|                |                               |                                |
| 23             | Głupi Jasio                   | Jack The Fool                  |
|                |                               |                                |
| 24             | Calineczka                    | Thumbelina                     |
|                |                               |                                |
| 25             | Rozbita butelka               | The Bottleneck                 |
|                |                               |                                |
| 26             | Towarzysz podróży             | The Travelling Companion       |
|                |                               |                                |